# Passo Manghen
Le passo Manghen ou passo del Manghen est un col alpin situé à 2 047 m dans l'est du Trentin dans le Lagorai.
Son versant sud, à travers la vallée du Calamento, mène à Borgo Valsugana dans la Valsugana, tandis que le nord mène à Molina di Fiemme dans le val di Fiemme via la vallée du Cadino.

## Cyclisme

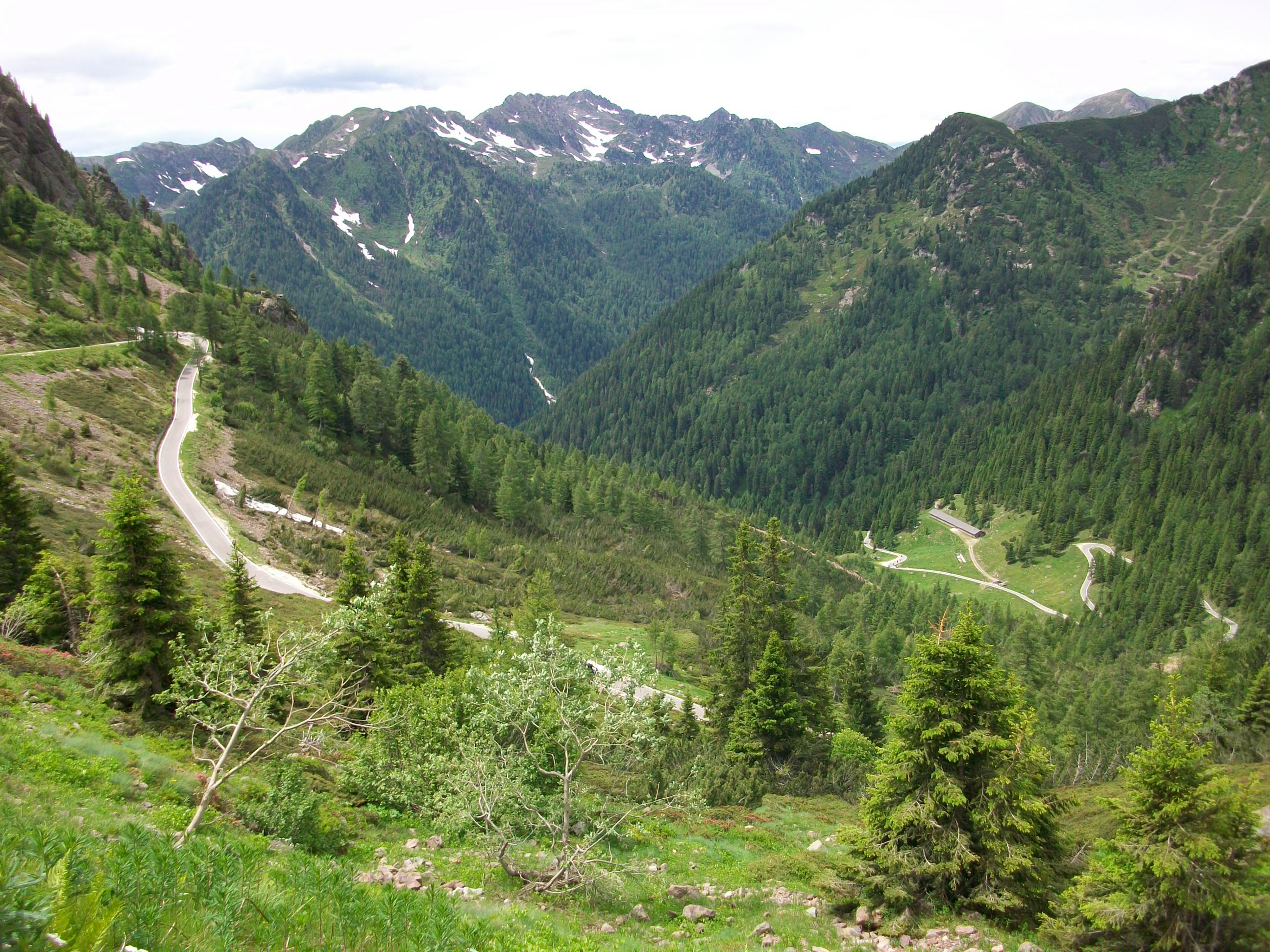
La route du col.

Le passo Manghen est l'un des cols des Dolomites les plus célèbres du Giro d'Italia, particulièrement difficile pour sa longueur. Jusqu'en 2007, il était également emprunté par la cyclosportive Campagnolo. Puis cette cyclosportive a changé de nom (Sportful) et d'itinéraire : les cols Duran et Valles ont pris sa place. À partir de 2013, il est revenu au sein du parcours.
La montée depuis Borgo Valsugana est longue de 23,4 kilomètres et a une pente moyenne de 7 %, bien que les 7 derniers kilomètres soient les plus exigeants avec une pente moyenne de 9,5 %, mais avec des parties à 15 %.
La montée depuis Molina di Fiemme est plus courte, 16,4 kilomètres à 7,5 % de moyenne, mais le dernier tronçon est toujours le plus dur, avec toujours 9,5 % de moyenne sur les 8 derniers kilomètres.
Le versant sud du passo Manghen, ainsi que toute la zone du val Calamento, appartient à la municipalité de Telve. Alors que le versant nord est compris dans la municipalité de Castello-Molina di Fiemme.

### Tour d'Italie

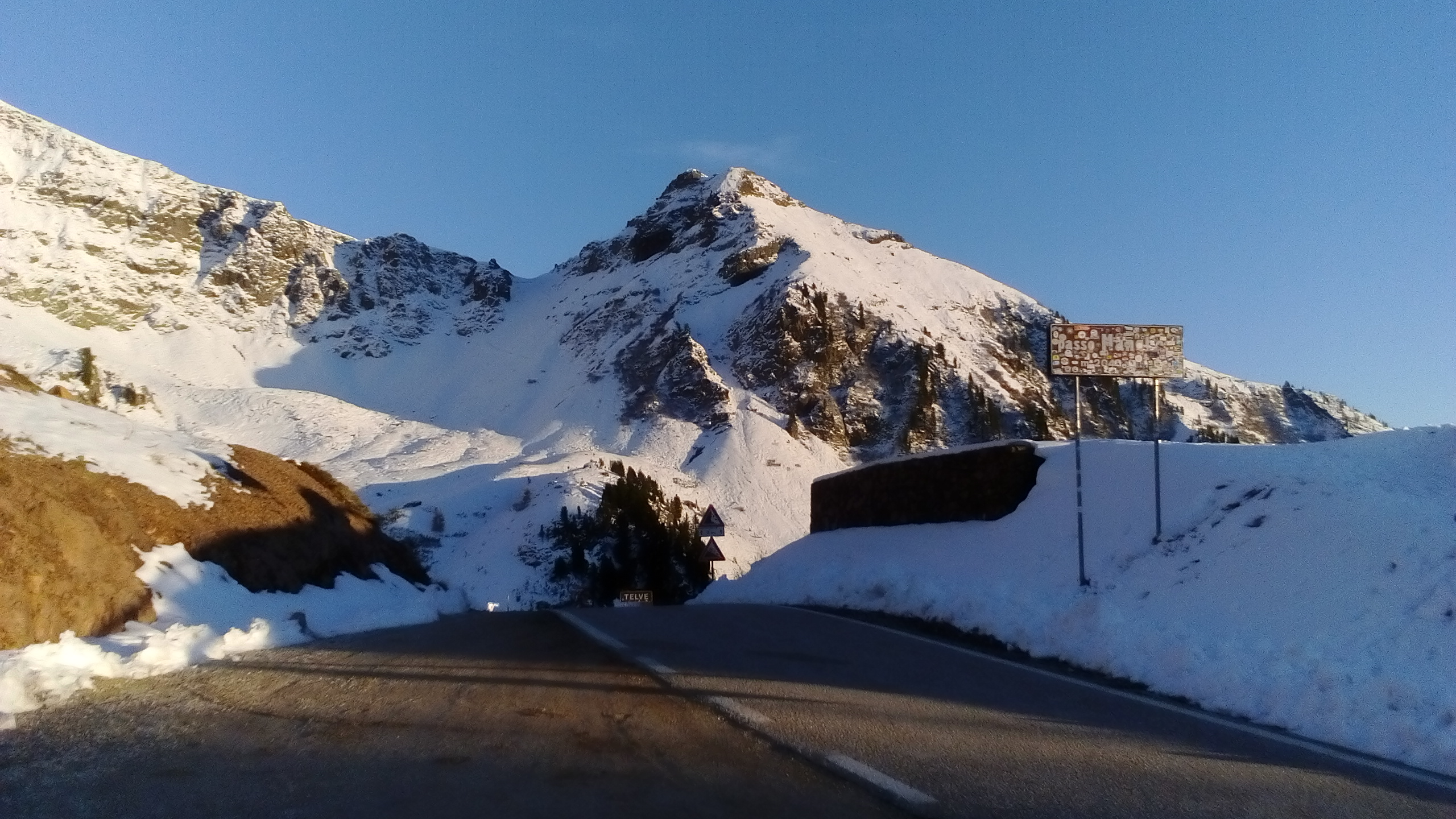
Vue du col.

Le passo Manghen a été gravi plusieurs reprises par le Giro d'Italia, la première fois en 1976. En 2019, il a été désigné comme Cima Coppi après l'annulation du passage au col du Gavia, infranchissable en raison du mauvais temps.
| Année | Étape                                        | Première au col | Ascension depuis |
| ----- | -------------------------------------------- | --------------- | ---------------- |
| 1976  | 20e : Vigo di Fassa > Terme di Comano        | Antonio Prieto  | Molina di Fiemme |
| 1996  | 20e : Marostica > Pordoi Pass                | Mariano Piccoli | Telve            |
| 1999  | 19e : Castelfranco Veneto > Alpe di Pampeago | Marco Pantani   | Telve            |
| 2008  | 14e : Vérone > Alpe di Pampeago              | Emanuele Sella  | Telve            |
| 2012  | 19e : Trévise > Alpe di Pampeago             | Stefano Pirazzi | Telve            |
| 2019  | 20e : Feltre > Croce d'Aune-Monte Avena      | Fausto Masnada  | Telve            |